# Druhá vláda Engelberta Dollfusse
Druhá vláda Engelberta Dollfusse byla vláda první Rakouské republiky vedená spolkovým kancléřem Engelbertem Dollfussem, která úřadovala od 21. září 1933 do 25. července 1934. Důvodem rozpadu vlády byla vražda kancléře Dollfusse.

## Členové vlády
| Člen vlády                     | Úřad                                                                                     | Období ve funkci  | Období ve funkci  |
| Člen vlády                     | Úřad                                                                                     | nástup            | odchod            |
| Kancléřství                    | Kancléřství                                                                              | Kancléřství       | Kancléřství       |
| ------------------------------ | ---------------------------------------------------------------------------------------- | ----------------- | ----------------- |
| Engelbert Dollfuss             | kancléř, úřadující ministr zahraničních věcí a úřadující ministr zemědělství a lesnictví | 21. září 1933     | 25. července 1934 |
| Emil Fey                       | vicekancléř                                                                              | 21. září 1933     | 1. května 1934    |
| Ernst Rüdiger von Starhemberg  | vicekancléř pověřený věcným řízením záležitostí tělesné výchovy                          | 1. května 1934    | 14. května 1936   |
| Otto Ender                     | spolkový ministr pověřený věcným řízením ústavní a správní reformy                       | 23. září 1933     | 10. července 1934 |
| Robert Kerber                  | spolkový ministr pověřený faktickým řízením záležitostí vnitřní správy                   | 23. září 1933     | 10. července 1934 |
| Richard Schmitz                | spolkový ministr                                                                         | 16. února 1934    | 10. července 1934 |
| Ministři                       |                                                                                          |                   |                   |
| Karl Buresch                   | ministr financí                                                                          | 16. května 1933   | 17. října 1935    |
| Fritz Stockinger               | ministr obchodu a dopravy                                                                | 10. května 1933   | 3. listopadu 1936 |
| Kurt Schuschnigg               | ministr spravedlnosti                                                                    | 29. ledna 1932    | 10. července 1934 |
| Egon Berger-Waldenegg          | ministr spravedlnosti                                                                    | 10. července 1934 | 29. července 1934 |
| Kurt Schuschnigg               | ministr školství                                                                         | 24. května 1933   | 14. května 1936   |
| Richard Schmitz                | ministr sociálních věcí                                                                  | 21. září 1933     | 16. února 1934    |
| Odo Neustädter-Stürmer         | ministr sociálních věcí                                                                  | 16. února 1934    | 17. října 1935    |
| Engelbert Dollfuss (úřadující) | ministr obrany                                                                           | 21. září 1933     | 12. března 1934   |
| Alois Schönburg-Hartenstein    | ministr obrany                                                                           | 12. března 1934   | 10. července 1934 |
| Engelbert Dollfuss (úřadující) | ministr obrany                                                                           | 10. července 1934 | 25. července 1934 |